# ClickOnce
ClickOnce — технология Майкрософт для развёртывания приложений, основанных на фреймворках Windows Forms или Windows Presentation Foundation. Она подобна технологии Java Web Start для Java Platform. Данная технология доступна с версии .NET 2.0 и выше.

## Описание
ClickOnce позволяет пользователю устанавливать и запускать Windows-приложения, щёлкая по ссылке на веб-странице либо в сетевом окружении. Основной принцип ClickOnce — простое развёртывание Windows-приложений пользователем. Кроме того, ClickOnce нацелена на решения трёх других проблем, связанных с обычной моделью развертывания:
- сложность в обновлении развертываемого приложения;
- воздействие приложения на компьютер пользователя;
- необходимость административных полномочий для установки приложения.

ClickOnce-приложения изолированы друг от друга, и одно приложение не может повлиять на работу других.